# عمر مندوزا
عمر مندوزا (بالإسبانية: Omar Mendoza)‏ هو لاعب كرة قدم مكسيكي، ولد في 19 أبريل 1988. لعب مع كروز آزول.

## وصلات خارجية
- عمر مندوزا على موقع قاعدة بيانات كرة القدم.إي يو (الإنجليزية)
- عمر مندوزا على موقع Soccerway.com (الإنجليزية)